# Carlos García Odón
Carlos Roberto García Odón (Mérida, Venezuela, 30 de abril de 1983) es un político venezolano. Dirigente del partido político Primero Justicia en el estado Mérida. Se desempeñó como alcalde del Municipio Libertador (Ciudad de Mérida), para el periodo 2013-2017.

## Biografía
Carlos García realizó sus estudios de primaria y bachillerato en el Colegio U.E Dr. Carlos E. Muñoz Oraa (CEAPULA) de la ciudad de Mérida.

### Formación académica
Una vez culminado el bachillerato, ingresó en 2000 a la Universidad de Los Andes, a estudiar Derecho. Junto a un grupo de compañeros, fue fundador del Movimiento Justicia Universitaria.[cita requerida] Fue elegido en varios cargos de representación, entre ellos, el de Consejero estudiantil principal de la Facultad de Ciencias Jurídicas y Políticas.[cita requerida] En 2004 se graduó de abogado.

### Carrera política
Entró al partido Primero Justicia, siendo después coordinador regional de Primero Justicia en el estado Mérida.[cita requerida] En las elecciones a la Asamblea Nacional en 2010, fue candidato a diputado.
El 12 de febrero de 2012, su opción resultó elegida en las elecciones primarias de 2012 como candidatura unitaria por la Mesa de la Unidad Democrática (MUD). Un total de 21.379 personas (51,9 % del total) y lo votaron como el alcalde del municipio Libertador del Estado Mérida. Su candidatura fue la sexta más votada del país.[cita requerida]

#### Alcalde de Mérida
Carlos García resultó ganador de las elecciones municipales de 2013 con el 63, 82% de los votos resultando electo como alcalde del municipio Libertador del estado Mérida.
En 2014 suspendió la Feria del Sol debido a los hechos violentos y protestas ocurridas ese año.
En 2016 Jesús Araque presentó una demanda contra Carlos García por difamación, sin embargo, Araque no se presentó en la audiencia, por lo cual García inicialmente fue sobreseído.

##### Condena y exilio
En 2017 el Tribunal Supremo de Justicia dictó una sentencia de 15 meses de prisión y el cese de sus funciones como alcalde por desacato a la orden de este de levantar las barricadas durante las protestas contra el gobierno de Nicolás Maduro de ese año. Después de eso escapó y su paradero fue desconocido durante un tiempo. Actualmente está exiliado en Colombia.
El partido Unión y Progreso lo presentó simbólicamente como candidato al Consejo Legislativo en las elecciones regionales de Venezuela de 2021, pues según ellos era un «deber como dirigentes incorporar a todos nuestros compañeros que han tenido que abandonar sus cargos por hostigamiento político».

## Historial electoral

### Elecciones Municipales de Venezuela de 2013
|  | 63,82 % |

|  | 33,49 % |

|  | 1,11 % |